# 蔡克斯
蔡克斯（1987年11月25日—），臺灣雲林縣麥寮鄉人，現居台中市，中華職業棒球大聯盟副秘書長，曾為立法院副院長蔡其昌辦公室特別助理，長期擔任蔡其昌辦公室核心幕僚，主責對外新聞發言及新媒體行銷。
曾發動保留台中彩虹眷村運動，為彩虹眷村成功保留重要推手。

## 工作簡歷
- 立法委員賴清德、黃淑英聯合辦公室 助理
- 立法委員蔡其昌辦公室 國會助理
- 遊戲橘子《NOWnews今日傳媒》 董事
- 立法院副院長蔡其昌副院長室特別助理
- 中華職棒大聯盟會長辦公室主任
- 中華職棒大聯盟副秘書長